# 베트남 주석
베트남 사회주의 공화국 주석(베트남어: Chủ tịch nước Cộng hòa Xã hội chủ nghĩa Việt Nam) 또는 베트남 국가주석(베트남어: Chủ tịch nước)은 베트남의 국가 원수로, 과거에는 국가이사회 주석(베트남어: Chủ tịch Hội đồng Nhà nước)으로 불리기도 했다.
국회의원중에서 국회가 선출한다. 임기는 5년 중임제이다. 덧붙여 임기만료 후도 국회가 차기 국가주석을 선출할 때까지 그 직무를 수행한다. 호칭은 각하를 사용한다.
국가주석이 장기간에 걸쳐 직무 수행 불능 시에는 국가부주석이 국가주석의 직무를 대행한다. 국가 주석이 임기 도중에 사망할 경우에 국회가 새로운 국가주석을 선출할 때까지 국가부주석이 국가주석대행이 된다.
2024년 10월 21일, 르엉끄엉 베트남 주석이 되었다. 

## 역대 주석

### 베트남 민주공화국
| 대       | 휘                   | 초상 | 임기 시작       | 임기 종료       | 정당          |
| -------- | -------------------- | ---- | --------------- | --------------- | ------------- |
| 1        | 호찌민 Hồ Chí Minh   |      | 1945년 9월 2일  | 1969년9월 2일   | 베트남 공산당 |
| - (대리) | 똔득탕 Tôn Đức Thắng |      | 1969년 9월 3일  | 1969년 9월 23일 | 베트남 공산당 |
| 2        | 똔득탕 Tôn Đức Thắng |      | 1969년 9월 24일 | 1976년 7월 2일  | 베트남 공산당 |

### 베트남 사회주의 공화국
| 대수   | 이름                                       | 초상 | 임기 시작        | 임기 종료        | 정당          |
| ------ | ------------------------------------------ | ---- | ---------------- | ---------------- | ------------- |
| 2      | 똔득탕 (베트남어: Tôn Đức Thắng)           |      | 1969년 9월 24일  | 1980년 3월 30일  | 베트남 공산당 |
| (임시) | 응우옌흐우토 (베트남어: Nguyễn Hữu Thọ)    |      | 1980년 3월 30일  | 1981년 7월 4일   | 베트남 공산당 |
| 3      | 쯔엉찐 (베트남어: Trường Chinh)            |      | 1981년 7월 4일   | 1987년 6월 18일  | 베트남 공산당 |
| 4      | 보찌꽁 (베트남어: Võ Chí Công)             |      | 1987년 6월 18일  | 1992년 9월 22일  | 베트남 공산당 |
| 5      | 레득아인 (베트남어: Lê Đức Anh)            |      | 1992년 9월 22일  | 1997년 9월 24일  | 베트남 공산당 |
| 6      | 쩐득르엉 (베트남어: Trần Đức Lương)        |      | 1997년 9월 24일  | 2006년 6월 27일  | 베트남 공산당 |
| 7      | 응우옌민찌엣 (베트남어: Nguyễn Minh Triết) |      | 2006년 6월 27일  | 2011년 7월 25일  | 베트남 공산당 |
| 8      | 쯔엉떤상 (베트남어: Trương Tấn Sang)       |      | 2011년 7월 25일  | 2016년 4월 2일   | 베트남 공산당 |
| 9      | 쩐다이꽝 (베트남어: Trần Đại Quang)        |      | 2016년 4월 2일   | 2018년 9월 21일  | 베트남 공산당 |
| 대리   | 당티응옥틴 (베트남어: Đặng Thị Ngọc Thịnh) |      | 2018년 9월 21일  | 2018년 10월 23일 | 베트남 공산당 |
| 10     | 응우옌푸쫑 (베트남어: Nguyễn Phú Trọng)    |      | 2018년 10월 23일 | 2021년 4월 5일   | 베트남 공산당 |
| 11     | 응우옌쑤언푹 (베트남어: Nguyễn Xuân Phúc)  |      | 2021년 4월 5일   | 2023년 1월 18일  | 베트남 공산당 |
| 대리   | 보티안쑤언 (베트남어: Võ Thị Ánh Xuân)     |      | 2023년 1월 18일  | 2023년 3월 2일   | 베트남 공산당 |
| 12     | 보반트엉 (베트남어: Võ Văn Thưởng)         |      | 2023년 3월 2일   | 2024년 3월 21일  | 베트남 공산당 |
| 대리   | 보티안쑤언 (베트남어: Võ Thị Ánh Xuân)     |      | 2024년 3월 21일  | 2024년 5월 22일  | 베트남 공산당 |
| 13     | 또럼 (베트남어: Tô Lâm)                    |      | 2024년 5월 22일  | 2024년 10월 21일 | 베트남 공산당 |
| 14     | 르엉끄엉 (베트남어: Lương Cường)           |      | 2024년 10월 21일 | 현임             | 베트남 공산당 |

## 같이 보기
- 베트남 공산당 중앙위원회 총비서
- 베트남의 주석 목록
- 베트남의 부주석 목록
- 베트남의 수상 목록
- 남베트남의 지도자